# Patrick Partridge
Patrick Partridge (Middlesbrough, 1933. június 30. – Billingham, 2014. október 31.) angol nemzetközi labdarúgó-játékvezető. Beceneve: Patrick „Pat” Partridge. Polgári foglalkozása: a családi farmot irányítja.

## Pályafutása

### Labdarúgóként
Fiatal korában tehetséges vízipóló- és kosárlabda játékos volt. Mindkét sportágban vezetett mérkőzéseket, de a labdarúgó játékvezetés miatt befejezte ezeket a tevékenységeket. Játékvezetői pályafutását követően a hobbiként kezelt golfjátékra koncentrált, a Celebrity Golf Tourt szervezetnél.

### Nemzeti játékvezetés
A játékvezetői vizsgát 1953-ban tette le. A küldési gyakorlat szerint rendszeres partbírói tevékenységet is végzett. 1954-1956 között a hadseregben is tevékenyen vett részt a játékvezetésben. A kiképzés után Hongkongba helyezték, ahol elöljárói támogatásával a negyedik, majd a harmadik ligában tevékenykedett. 1957-től a North Eastern League bírója. 1958-tól átminősítve a Northern League játékvezetője. 1965-1966 között a Liga partbírója, majd 1966-tól az I. Liga játékvezetője. A nemzeti játékvezetéstől 1981-ben búcsúzott el.

#### Nemzeti kupamérkőzések
Vezetett kupadöntők száma: 3.

##### FA-kupa
Az Angol Labdarúgó-szövetség (FA) JB szakmai tevékenységét megbízta a döntő találkozót szolgálatára.
| Időpont        | Helyszín                | Mérkőzés típusa | Mérkőzés                     | Eredmény | Nézők száma |
| -------------- | ----------------------- | --------------- | ---------------------------- | -------- | ----------- |
| 1975. május 3. | Wembley Stadion, London | döntő           | West Ham United FC–Fulham FC | 2 : 0    | 100 000     |

##### Angol labdarúgó-ligakupa
A kupadöntő érdekessége, hogy az első mérkőzés döntetlenje után, a második döntőt találkozót is ugyan arra a bíróra bízták.
| Időpont           | Helyszín                 | Mérkőzés típusa         | Mérkőzés                       | Eredmény | Nézők száma |
| ----------------- | ------------------------ | ----------------------- | ------------------------------ | -------- | ----------- |
| 1978. március 18. | Wembley Stadion, London  | döntő első találkozó    | Nottingham Forest FC–Liverpool | 0 : 0    | 100 000     |
| 1978. március 22. | Old Trafford, Manchester | döntő második találkozó | Nottingham Forest FC–Liverpool | 1 : 0    | 54 375      |

### Nemzetközi játékvezetés
Az Angol labdarúgó-szövetség Játékvezető Bizottsága (JB) terjesztette fel nemzetközi játékvezetőnek, a Nemzetközi Labdarúgó-szövetség (FIFA) 1971-től tartotta nyilván bírói keretében. A FIFA JB központi nyelvei közül a angolt beszélte. 
Több nemzetek közötti válogatott- és klubmérkőzést vezetett, vagy működő társának partbíróként segített. Az angol nemzetközi játékvezetők rangsorában, a világbajnokság-Európa-bajnokság sorrendjében a 7. helyet foglalja el 11 találkozó szolgálatával. Az aktív nemzetközi játékvezetőstől 1981-ben elbúcsúzott. Válogatott mérkőzéseinek száma: 20.

#### Labdarúgó-világbajnokság
A világbajnoki döntőhöz vezető úton Argentínába a XI., az 1978-as labdarúgó-világbajnokságra és Spanyolországba a XII., az 1982-es labdarúgó-világbajnokságra a FIFA JB játékvezetőként alkalmazta. Selejtező mérkőzéseket az UEFA és az AFC zónában vezetett. A FIFA JB elvárásának megfelelően, ha nem vezetett, akkor valamelyik működő társának segített partbíróként. Kettő csoporttalálkozón, az Argentína–Magyarország (2:1) és a Franciaország–Magyarország (3:1) tevékenykedett partbíróként. Világbajnokságon vezetett mérkőzéseinek száma: 1 + 2 (partbíró).

##### 1978-as labdarúgó-világbajnokság

###### Selejtező mérkőzés
| Időpont            | Helyszín                     | Mérkőzés típusa             | Mérkőzés          | Eredmény | Nézők száma |
| ------------------ | ---------------------------- | --------------------------- | ----------------- | -------- | ----------- |
| 1976. november 17. | Dynamo Stadion, Drezda       | előselejtező (3. csoport)   | NDK–Törökország   | 1 : 1    | 18 000      |
| 1977. március 11.  | Központi Stadion, Doha       | AFC zóna (4. csoport)       | Kuvait–Bahrein    | 2 : 0    |             |
| 1977. március 19.  | Központi Stadion, Doha       | Ázsia/AFC zóna (4. csoport) | Katar–Bahrein     | 0 : 3    |             |
| 1977. október 26.  | Olimpiai Stadion, Amszterdam | előselejtező (4. csoport)   | Hollandia–Belgium | 1 : 0    | 62 000      |
| 1977. november 11. | Nemzeti Stadion, Teherán     | AFC/ÓceániaCAF) zónadöntő   | Irán–Dél-Korea    | 2 : 2    |             |

###### Világbajnoki mérkőzés
| Időpont          | Helyszín                | Mérkőzés típusa          | Mérkőzés           | Eredmény | Nézők száma |
| ---------------- | ----------------------- | ------------------------ | ------------------ | -------- | ----------- |
| 1978. június 18. | Városi Stadion, Mendoza | második kör (B. csoport) | Peru–Lengyelország | 0 : 1    | 35 000      |

##### 1982-es labdarúgó-világbajnokság

###### Selejtező mérkőzés
| Időpont         | Helyszín             | Mérkőzés típusa           | Mérkőzés          | Eredmény | Nézők száma |
| --------------- | -------------------- | ------------------------- | ----------------- | -------- | ----------- |
| 1981. május 28. | Práter Stadion, Bécs | előselejtező (1. csoport) | Ausztria–Bulgária | 2 : 0    | 55 000      |

#### Labdarúgó-Európa-bajnokság
Az európai-labdarúgó torna döntőjéhez vezető úton  Jugoszláviába az V., az 1976-os labdarúgó-Európa-bajnokságra és Olaszországba a VI., az 1980-as labdarúgó-Európa-bajnokságra az UEFA JB játékvezetőként foglalkoztatta.

##### 1976-os labdarúgó-Európa-bajnokság

###### Selejtező mérkőzés
| Időpont              | Helyszín                | Mérkőzés típusa           | Mérkőzés                | Eredmény | Nézők száma |
| -------------------- | ----------------------- | ------------------------- | ----------------------- | -------- | ----------- |
| 1975. szeptember 10. | Śląski Stadion, Chorzów | előselejtező (4. csoport) | Lengyelország–Hollandia | 4 : 1    | 70 409      |

##### 1980-as labdarúgó-Európa-bajnokság

###### Selejtező mérkőzés
| Időpont              | Helyszín                | Mérkőzés típusa           | Mérkőzés          | Eredmény | Nézők száma |
| -------------------- | ----------------------- | ------------------------- | ----------------- | -------- | ----------- |
| 1978. augusztus 30.  | Ullevaal Stadion, Oslo  | előselejtező (2. csoport) | Norvégia–Ausztria | 0 : 2    | 13 075      |
| 1979. szeptember 26. | Śląski Stadion, Chorzow | előselejtező (4. csoport) | Lengyelország–NDK | 1 : 1    | 70 000      |

###### Európa-bajnoki mérkőzés
| Időpont          | Helyszín               | Mérkőzés típusa              | Mérkőzés                  | Eredmény | Nézők száma |
| ---------------- | ---------------------- | ---------------------------- | ------------------------- | -------- | ----------- |
| 1980. június 14. | Olimpiai Stadion, Róma | csoportmérkőzés (A. csoport) | Csehszlovákia–Görögország | 3 : 1    | 4 726       |

#### Brit Bajnokság
1882-ben az Egyesült Királyság brit tagállamainak négy szövetség úgy döntött, hogy létrehoznak egy évente megrendezésre kerülő bajnokságot egymás között. Az utolsó bajnoki idényt 1983-ban tartották meg.
| Időpont         | Helyszín                      | Mérkőzés típusa | Mérkőzés              | Eredmény |
| --------------- | ----------------------------- | --------------- | --------------------- | -------- |
| 1975. május 20. | Hampden Park Stadion, Glasgow | csoportmérkőzés | Skócia–Észak-Írország | 3 : 0    |
| 1979. május 19. | Ninian Park Stadion, Cardiff  | csoportmérkőzés | Wales–Skócia          | 3 : 0    |
| 1981. május 19. | Hampden Park Stadion, Glasgow | csoportmérkőzés | Skócia–Észak-Írország | 2 : 0    |

#### Nemzetközi kupamérkőzések
Vezetett kupadöntők száma: 3.

##### Kupagyőztesek Európa-kupája
Az Európai Labdarúgó-szövetség (UEFA) JB szakmai felkészültségét elismerve megbízta a döntő találkozó irányításával.
| Időpont         | Helyszín                            | Mérkőzés típusa | Mérkőzés                | Eredmény | Nézők száma |
| --------------- | ----------------------------------- | --------------- | ----------------------- | -------- | ----------- |
| 1977. május 11. | Olimpiai Saupin Stadion, Amszterdam | döntő           | Hamburger SV–Anderlecht | 2 : 0    | 58 000      |

##### Interkontinentális kupa
A FIFA JB kettő alkalommal bízta meg a döntő valamelyik találkozójának koordinálásával.
| Időpont            | Helyszín                         | Mérkőzés típusa        | Mérkőzés                               | Eredmény |
| ------------------ | -------------------------------- | ---------------------- | -------------------------------------- | -------- |
| 1976. december 21. | Mineirão Stadion, Belo Horizonte | döntő második mérkőzés | Cruzeiro EC (brazil)–FC Bayern München | 0 : 0    |
| 1979. november 18. | Malmö Stadion, Malmö             | döntő első mérkőzés    | Malmö–Olimpia Asunción                 | 0 : 1    |

##### UEFA-kupa
| Időpont           | Helyszín                  | Mérkőzés típusa           | Mérkőzés                    | Eredmény |
| ----------------- | ------------------------- | ------------------------- | --------------------------- | -------- |
| 1977. november 2. | San Mamés Stadion, Bilbao | előselejtező (2. forduló) | Athletic Club–Újpesti Dózsa | 3 – 0    |

## Sportvezetőként
Az aktív játékvezető pályafutását befejezve az angol Játékvezető bizottság tagja, hamarosan elnöke lett.

## Írásai
1979-ben John Gibson közreműködésével könyv formájában megjelent önéletrajza.

## Pozitív esemény
2003. október 19-én 70 évesen a Bishop Auckland–Prescot Cables mérkőzést nézte, amikor a játékvezető sérülése miatt az első számú partbírónak kellett átvennie a feladatot. Felszólították a közönséget, hogy aki rendelkezik játékvezetői vizsgával, jelentkezzen és vegye át a partbíró feladatát. Vállalva a kockázatot beállt partbírónak, korának megfelelő színvonalon segítette a tartalék játékvezető munkáját. 1972. szeptemberében, az Arsenal FC–Liverpool bajnoki mérkőzést vezette, amikor az egyik partbírójának combizom szakadása lett, nem tudta folytatni a szakmai munkát, akkor Jimmy Hill tévészakértő, korábbi játékos ugrott be partbírónak.

## Szakmai sikerek
- 1982-ben a nemzetközi játékvezetés hírnevének erősítése, hazájában 10 éve a legmagasabb Ligában (osztályban) folyamatosan tevékenykedő, eredményes pályafutása elismeréseként, a FIFA JB felterjesztésére az 1965-ben alapított International Referee Special Award címmel és oklevéllel tüntette ki.
- 2004. május 11-én az Angol Labdarúgó-szövetség 50 éves játékvezetői és sportvezetői tevékenységének elismeréseként tárgyjutalomba részesítette.

## Külső hivatkozások
- Patrick Partridge. World Referee. [2012. október 10-i dátummal az eredetiből archiválva]. (Hozzáférés: 2011. március 17.)
- Patrick Partridge. zerozerofootball.com. (Hozzáférés: 2014. augusztus 1.)
- Patrick Partridge. footballdatabase.eu. (Hozzáférés: 2011. március 17.)
- Patrick Partridge. scoreshelf.com. [2015. december 19-i dátummal az eredetiből archiválva]. (Hozzáférés: 2011. március 17.)
- Patrick Partridge. worldfootball.net. (Hozzáférés: 2011. március 17.)
- Patrick Partridge. eu-football.info. (Hozzáférés: 2014. augusztus 1.)

| Elődje: Gordon Kew | FA kupadöntő 1974–1975 | Utódja: Clive Thomas |

| Elődje: Robert Wurtz | KEK döntő 1976–1977 | Utódja: Heinz Aldinger |

| Elődje: Gordon Kew | Angol labdarúgó-ligakupa döntő 1977–1978 | Utódja: Patrick Partridge |